# Beachhandball-Asienmeisterschaften 2023/Frauen
Das Frauenturnier der Beachhandball-Asienmeisterschaften 2023 gilt als neunte Austragung seiner Art, obwohl es bislang erst sieben Turniere für Frauen gab. Es fand vom 10. bis 18. März des Jahres auf Bali, Indonesien statt und dienten zur Ermittlung einer kontinentalen Meistermannschaft auf der einen Seite sowie der beiden asiatischen Teilnehmer an den Weltmeisterschaften 2024 sowie dem zweiten Teilnehmer Asiens neben den Gastgebern aus Indonesien bei den World Beach Games 2023.
Parallel zur Asienmeisterschaft fand wieder das Turnier der Männer statt, nicht wie im Vorjahr unüblicherweise die Asienmeisterschaft der Juniorinnen.
Das Turnier war selbst für traditionell im Vergleich zu den Asian Beach Games schlechter besetzten Asienmeisterschaften schwach besetzt, was auf die Nachwirkungen der COVID-19-Pandemie zurückzuführen ist. So verzichteten beispielsweise die traditionell starken oder international einigermaßen regelmäßig aktiven Mannschaften aus Taiwan, Thailand, Japan und Jordanien auf eine Teilnahme, die Mannschaft Chinas war zunächst gemeldet, zog aber noch vor der Gruppenauslosung zurück. Wieder zurück nach dem Aussetzen im Vorjahr war die Mannschaft Hongkongs, während Gastgeber Indonesien sowie die Philippinen überhaupt erst das zweite Mal teilnahmen. Titelverteidiger Vietnam wurde aufgrund der Nichtteilnahme Thailands zum alleinige Rekordteilnehmer mit sechs Teilnahmen bei sieben Turnieren, einzig bei der Erstaustragung 2004 waren sie nicht dabei.
Die Kader und weitere statistische Daten finden sich dort.

## Turnier
| Rang | Team | Spiele | Spiele | Spiele | Sätze | Sätze | Sätze | Tore | Tore | Tore | Punkte |
| Rang | Team | Sp     | S      | N      | G     | V     | +-    | +    | -    | +-   | Punkte |
| ---- | ---- | ------ | ------ | ------ | ----- | ----- | ----- | ---- | ---- | ---- | ------ |
| 1    |      | 6      |        |        |       |       |       |      |      |      |        |
| 2    |      | 6      |        |        |       |       |       |      |      |      |        |
| 3    |      | 6      |        |        |       |       |       |      |      |      |        |
| 4    |      | 6      |        |        |       |       |       |      |      |      |        |

| 2 W1  | 10. März 10:45 Uhr | Philippinen | – | Vietnam     | 0:2 (9:22, 8:18)        |
| 7 W2  | 11. März 10:00 Uhr | Philippinen | – | Indonesien  | 2:1 (16:17, 14:12, 9:4) |
| 9 W3  | 11. März 11:30 Uhr | Hongkong    | – | Vietnam     | 0:2 (10:16, 6:12)       |
| X W4  | 12. März 10:00 Uhr | Indonesien  | – | Vietnam     |                         |
| X W5  | 12. März 12:15 Uhr | Philippinen | – | Hongkong    |                         |
| X W6  | 14. März 10:45 Uhr | Indonesien  | – | Hongkong    |                         |
| X W7  | 14. März 12:15 Uhr | Vietnam     | – | Philippinen |                         |
| X W8  | 15. März 10:00 Uhr | Indonesien  | – | Philippinen |                         |
| X W9  | 15. März 15:00 Uhr | Vietnam     | – | Hongkong    |                         |
| X W10 | 17. März 10:00 Uhr | Hongkong    | – | Indonesien  |                         |
| X W11 | 18. März 15:00 Uhr | Vietnam     | – | Indonesien  |                         |
| X W12 | 18. März 15:45 Uhr | Hongkong    | – | Philippinen |                         |

## Siegerinnen
| Gold | Silber | Bronze |
| ---- | ------ | ------ |
|      |        |        |

### All-Star-Team
- Torschützin: